# Filtergewinde

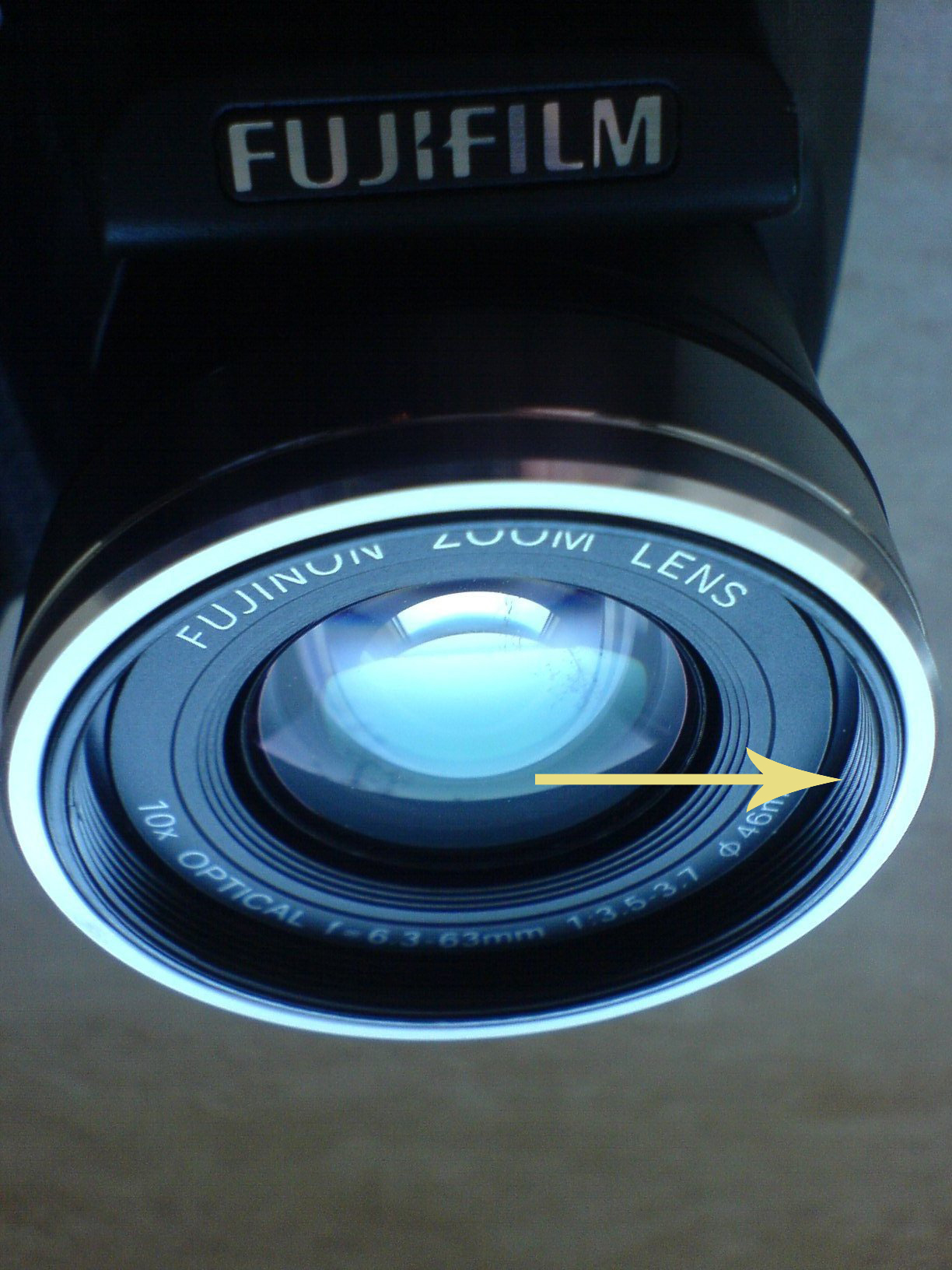
Innengewinde am Objektiv einer Fujifilm Finepix S5700

Als Filtergewinde bezeichnet man ein Anschlussgewinde von Foto- und Video-Objektiven zur Aufnahme von optischen Filtern. Dieses Gewinde befindet sich meist an der Vorderseite kurz vor der Frontlinse.
Für die Aufnahme von Streulichtblenden haben die meisten Objektive einen separaten Anschluss.

## Aufbau
Das Gewinde ist am Objektiv ein Innengewinde und am Filter ein Außengewinde, beide angefast und mit planem Anschlag außen.
Im Gegensatz zum 42 mm Praktica-Objektivgewinde ist die Winkelposition beider Gewinde nicht festgelegt. Während dieses Objektivgewinde knapp 3 Umdrehungen bis zum Anschlag einzuschrauben ist, sitzen die leichten, kurz gebauten Filter schon nach 1,5 bis 2 Drehungen fest.
Linear polarisierende Polfilter und ebenso richtungssensible Effektfilter (wie Stern-Strahlen oder Farbverlauf) sind in sich drehbar konstruiert.

## Filtergewindemaße
Es gibt u. a. folgende Filtergewinde:
„M“ deklariert das metrische Abmaß in Millimeter von Außendurchmesser x Steigung.
Auf Objektiven ist dieser "E"inschraubgewindedurchmesser häufig jedoch mit "E"nn (nn = Gewindeaußendurchmesser in mm) markiert – zur Unterscheidung vom Außendurchmesser des Objektivtubus, etwa für eine Aufstecksonnenblende.
Filtergewinde mit 0,50 mm Steigung:
- M 19 × 0,5 (sehr selten)
- M 24 × 0,5 (sehr selten)
- M 25,5 × 0,5 (sehr selten)
- M 27 × 0,5 (häufig) (Video)
- M 28,5 × 0,5 (im Wesentlichen nur Astronomie 1,25" = 31,75 mm Tubusdurchmesser)
- M 30,5 × 0,5
- M 34 × 0,5 (sehr selten)
- M 35 × 0,5 (sehr selten)
- M 35,5 × 0,5 (häufig) (Video)
- M 36,5 × 0,5
- M 37 × 0,5
- M 37,5 × 0,5
- M 39 × 0,5 (Video)
- M 40 × 0,5 (sehr selten)
- M 40,5 × 0,5 (häufig) (Video)
- M 41 × 0,5 (sehr selten)
- M 43 × 0,5 (sehr selten)
- M 45 × 0,5

Filtergewinde mit 0,60 mm Steigung:
- M 28,5 × 0,60 (im Wesentlichen nur Astronomie 1,25")
- M 48 × 0,60 (im Wesentlichen nur Astronomie 2")

Filtergewinde mit 0,75 mm Steigung:
- M 25 × 0,75
- M 27 × 0,75 (sehr selten)
- M 28 × 0,75 (sehr selten)
- M 28,5 × 0,75 (sehr selten)
- M 30 × 0,75
- M 30,5 × 0,75
- M 37 × 0,75
- M 38 × 0,75 (sehr selten)
- M 43 × 0,75
- M 46 × 0,75
- M 48 × 0,75 (u. a. Astronomie 2")
- M 49 × 0,75 (häufig; besonders kompakt gebaute KB-SLR bis 50 mm Brennweite und 1:1,7 Öffnung)
- M 52 × 0,75 (sehr häufig; typisch für KB-SLR bis 50 mm und 1:1,4 )
- M 55 × 0,75 (häufig)
- M 58 × 0,75 (sehr häufig)
- M 60 × 0,75
- M 62 × 0,75 (sehr häufig)
- M 67 × 0,75 (sehr häufig)
- M 69 × 0,75
- M 72 × 0,75 (sehr häufig)
- M 75 × 0,75 (selten)
- M 77 × 0,75 (sehr häufig)
- M 82 × 0,75 (häufig)
- M 100 × 0,75

Filtergewinde mit 1,00 mm Steigung:
- M 86 × 1 (auch C 86 genannt) (häufig)
- M 95 × 1 (auch C 95 genannt)
- M 100 × 1
- M 105 × 1 (auch C 105 genannt)
- M 122 × 1

Filtergewinde mit 1,50 mm Steigung:
- M 112 × 1,5

Meist wird nur der Filterdurchmesser, nicht aber die Steigung des Filtergewindes angegeben, da die meisten Filtergewinde dadurch eindeutig charakterisiert sind.
Superteleobjektive sowie Fischaugenobjektive haben kein Filtergewinde zur Aufnahme von Filtern vor der Frontlinse, da diese 1. dort extrem groß und teuer wären, sowie 2. Streulicht erzeugen würden bzw. wegen des Vorstands der Frontlinse geometrisch nur als gewölbte Kuppel realisierbar wären. Als Ersatz weisen aber einige Objektive die Möglichkeit auf, Filter an der Rückseite zu befestigen (meist M 27 × 0,??).
Für starke Weitwinkel wurden selten auch teure gewölbte Vorsatzfilter angeboten, um Vignettierung durch Reflexion wegen flachen Lichteinfalls zu reduzieren.

## Filteradapter
Auf Grund der vielfältigen Filtergewinde gibt es Filteradapter, um Filter an Objektiven mit unterschiedlichen Filtergewindedurchmessern anschließen zu können. Damit der Filter keine zusätzliche Vignettierung erzeugt, ist es nur sinnvoll, größere Filter an kleinere Gewinde anzuschließen.
Die Bezeichnung 52 → 55 gibt an, dass ein 55er Filter an einem 52er Objektiv adaptiert werden kann.